# Martina Ambrosi
Martina Ambrosi (* 7. April 2001) ist eine italienische Skispringerin.

## Werdegang
Martina Ambrosi nimmt seit 2016 vor allem an Wettbewerben des Skisprung-Alpencups teil, erstmals am 7. und 8. August 2016 in Klingenthal, wo sie die Plätze 38 und 37 belegte. Seitdem folgen regelmäßig weitere Wettbewerbsteilnahmen. Ihre beste Platzierung bisher (Stand März 2020) war ein dritter Platz in Chaux-Neuve am 11. März 2018, zugleich ihre erste und bisher einzige Podestplatzierung. Am 10. und 11. Februar 2018 erfolgte in Breitenberg ihr Debüt im FIS-Cup.
Am 13. und 14. Dezember 2019 startete sie in Notodden erstmals im Continental Cup; hier belegte sie die Plätze 33 und 32. Im Januar 2020 holte sie bei den Wettkämpfen von Rena mit einem 29. und einem 24. Platz ihre ersten Top-30-Platzierungen im Continental Cup und damit zugleich ihre ersten Continental-Cup-Punkte. Am 18. Januar 2020 erfolgte mit ihrem Start als Teil der italienischen Mannschaft im Teamwettbewerb von Yamagata zugleich ihr Debüt im Skisprung-Weltcup, wo sie gemeinsam mit Elena Runggaldier, Manuela Malsiner und Lara Malsiner den siebten Platz belegte.
Zum Ende der Sommerwettkämpfe des Intercontinental-Cups 2024/25 in Otepää errang sie zwei Podestplätze.

## Statistik

### Weltcup-Platzierungen
| Saison  | Platz | Punkte |
| ------- | ----- | ------ |
| 2023/24 | 58.   | 001    |

### Grand-Prix-Platzierungen
| Saison | Platz | Punkte |
| ------ | ----- | ------ |
| 2022   | 59.   | 001    |
| 2024   | 20.   | 072    |

### Intercontinental-Cup-Platzierungen
| Saison  | Platz | Punkte |
| ------- | ----- | ------ |
| 2023/24 | 07.   | 296    |

### Continental-Cup-Platzierungen
| Saison  | Platz | Punkte |
| ------- | ----- | ------ |
| 2019/20 | 99.   | 009    |
| 2021/22 | 30.   | 124    |
| 2022/23 | 60.   | 032    |